# الغشاء بين العظمين
الغشاء بين العظمين (بالإنجليزية: Interosseous membrane)‏ هو غشاء عريض ورقيق من النسيج الليفي، ويفصل بين كثير من عظام الجسم. وهو عنصر هام في العديد من المفاصل.
الأغشية بين العظمين في جسم الإنسان:
- الغشاء بين العظمين في الساق، بين قصبة الساق (الظنبوب) والشظية.
- الغشاء بين العظمين في الساعد، بين عظم الزند وعظم الكعبرة.

## معرض الصور

### الغشاء بين العظمين في الساق، بينقصبة الساق(الظنبوب)والشظية

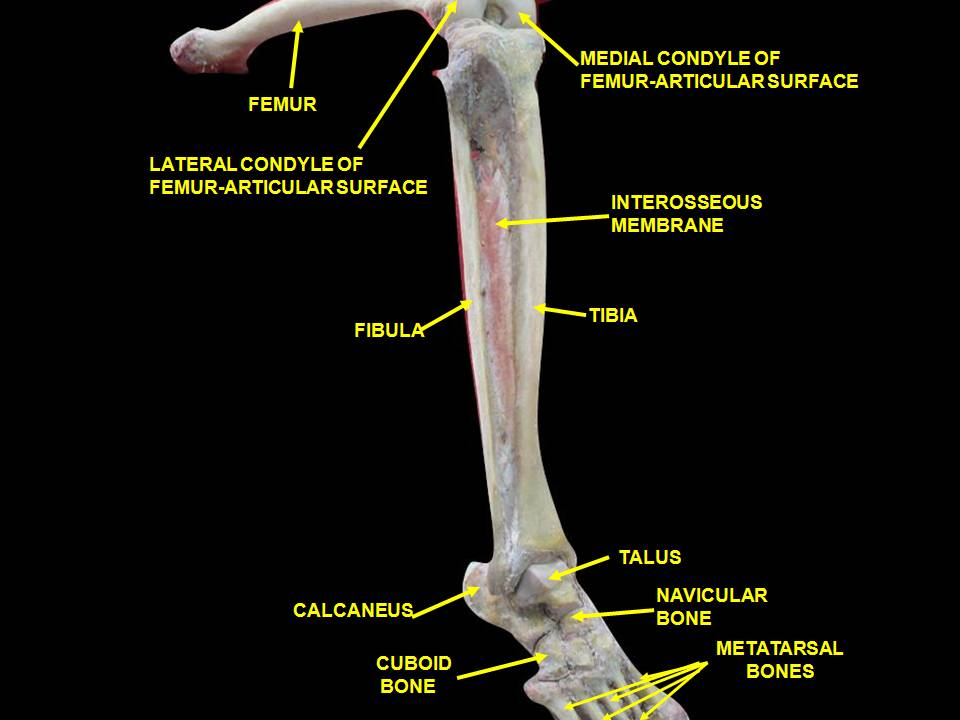
الغشاء بين العظمين موضّح بالتشريح ، ومؤشر عليه بالإنجليزية:Interosseous membrane.
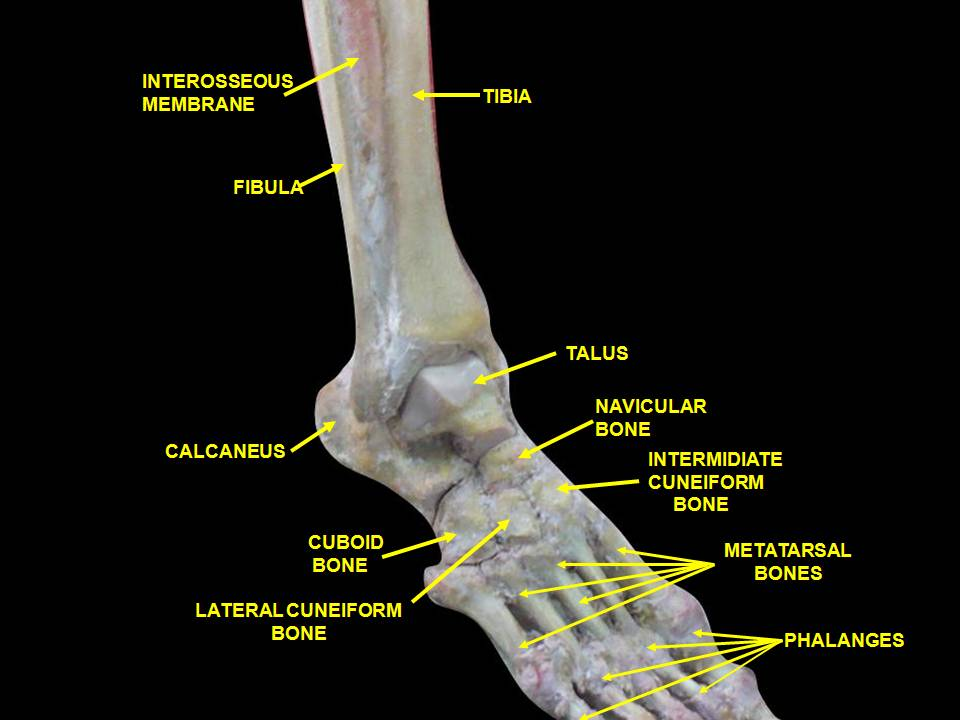
الغشاء بين العظمين موضّح بالتشريح ، ومؤشر عليه بالإنجليزية:Interosseous membrane.
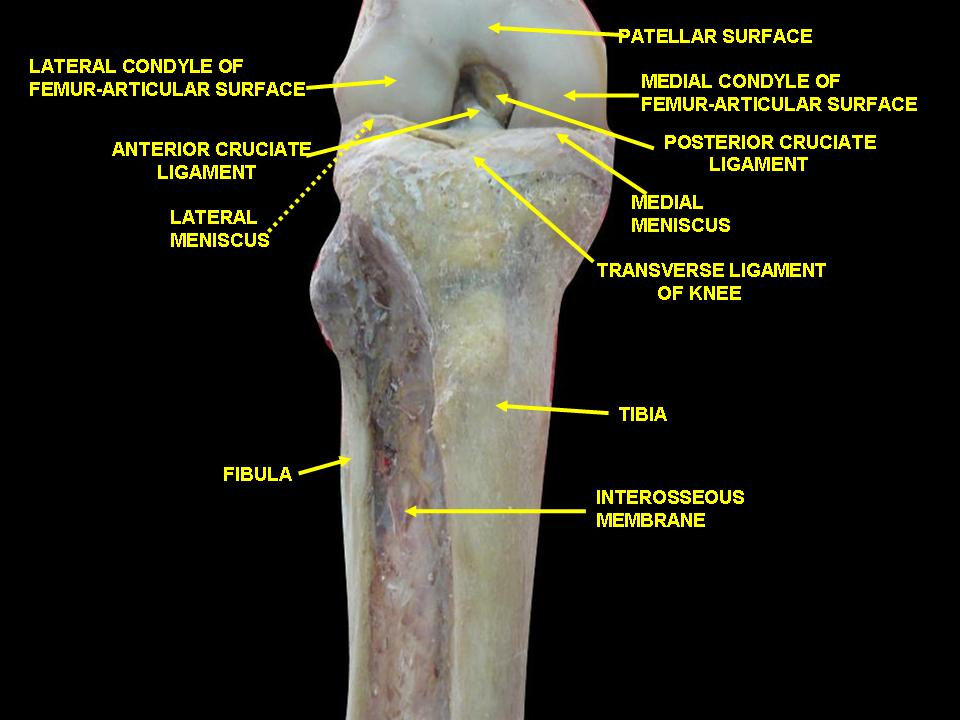
الغشاء بين العظمين موضّح بالتشريح ، ومؤشر عليه بالإنجليزية:Interosseous membrane.
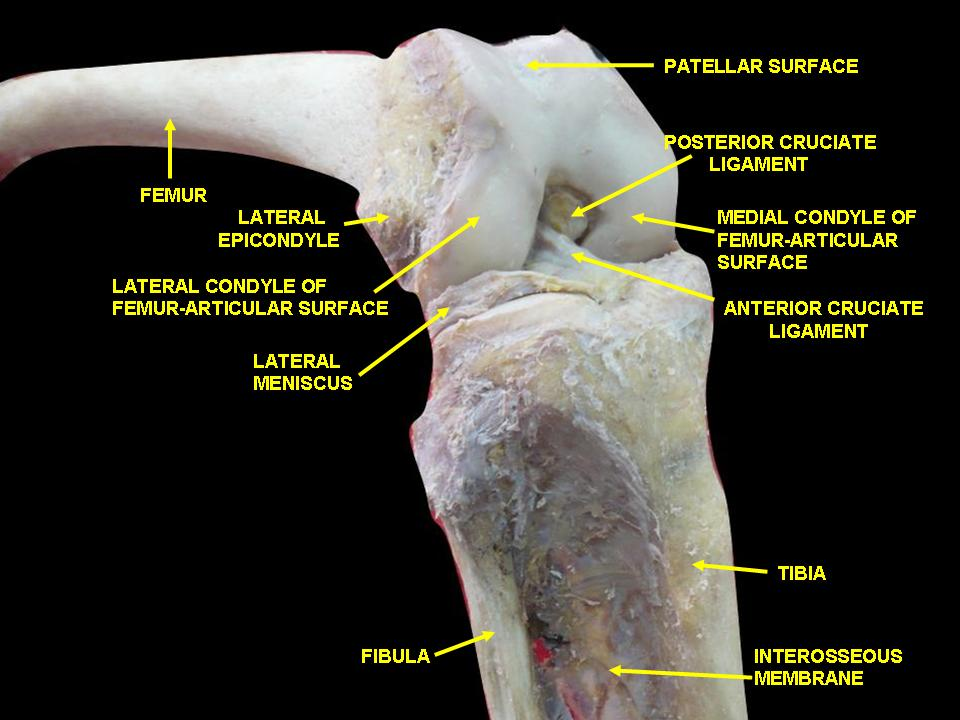
الغشاء بين العظمين موضّح بالتشريح ، ومؤشر عليه بالإنجليزية:Interosseous membrane.
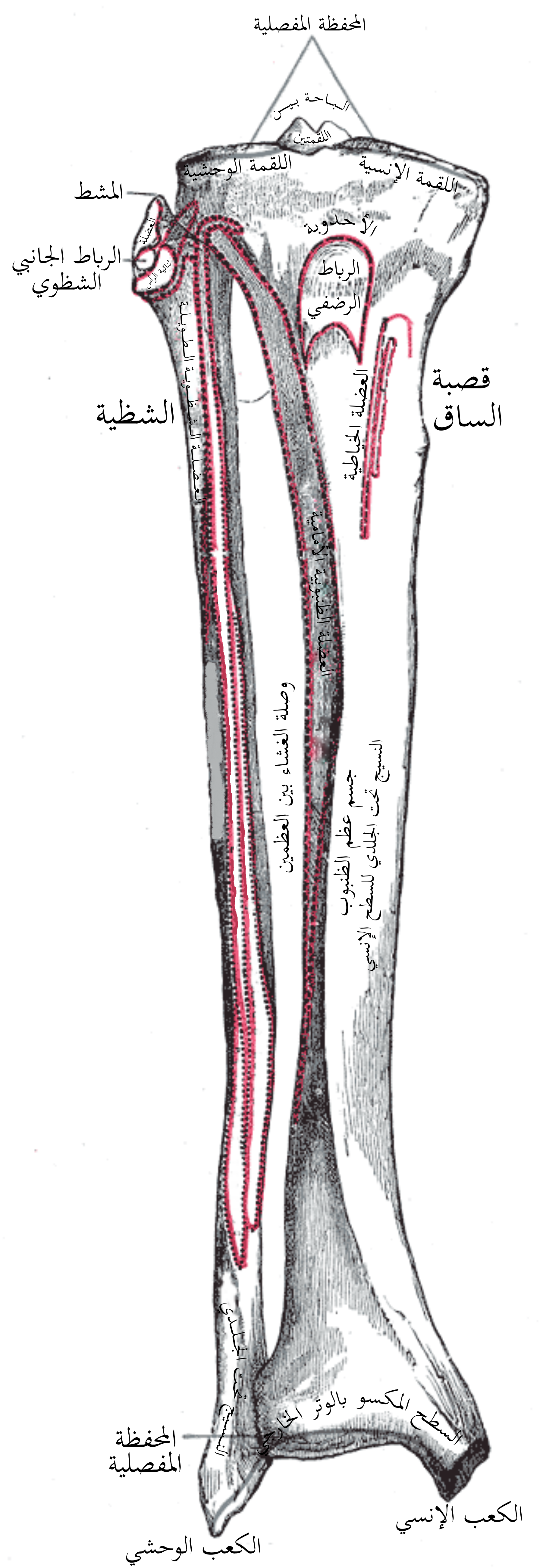
الغشاء بين العظمين موضّح في الرسم ، ومكتوب في الفراغ بين العظمين بالإنجليزية:Interosseous membrane.
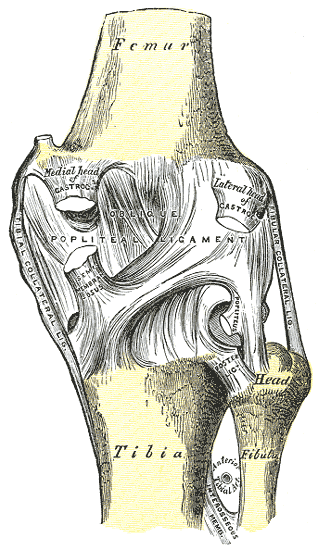
جزء من الغشاء بين العظمين موضّح في الرسم ، ومكتوب أسفل الرسم بين العظمين بالإنجليزية:Interosseous membrane.

### الغشاء بين العظمين في الساعد، بين عظمالزندوعظمالكعبرة

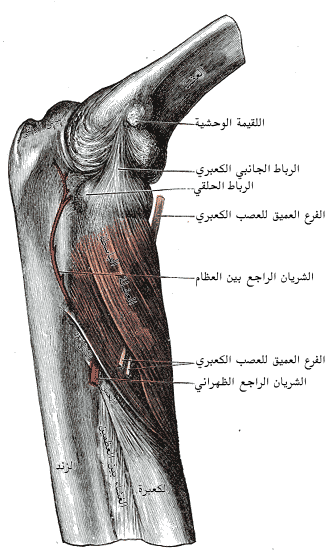
الغشاء بين العظمين موضّح في الرسم ، ومكتوب بين العظمين بالإنجليزية:Interosseous membrane أسفل الرسم.
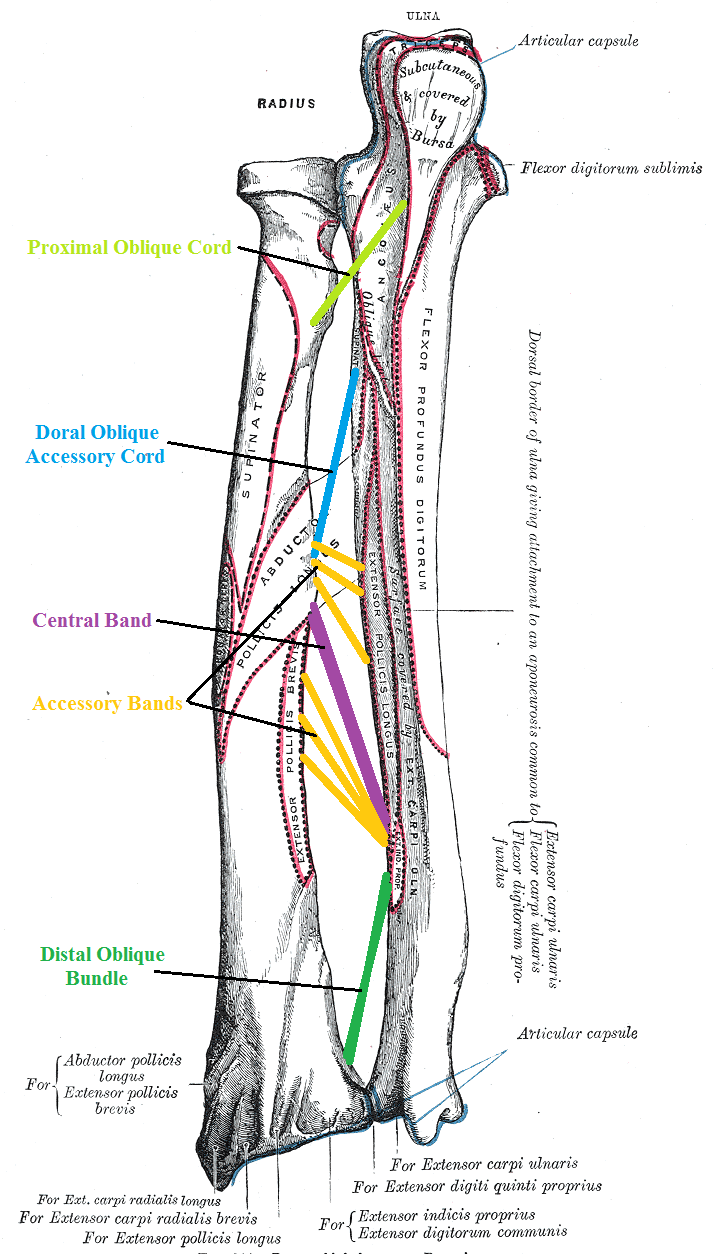
الأربطة الخمسة للغشاء بين العظمين في الساعد. كل رباط مبيّن بلون مختلف في الرسم.

## وصلات خارجية
- Interosseous_membrane على برنامج طب العظام التابع لنظام الصحة بجامعة ديوك [الإنجليزية]‏.
- شكل تشريحي: 10:06-10 على موقع مركز سوني دونستات الطبي (تشريح بشري عبر الإنترنت).